# Thạnh Xuân (phường)
Thạnh Xuân là một phường cũ thuộc Quận 12, Thành phố Hồ Chí Minh, Việt Nam.

## Địa lý
Phường Thạnh Xuân nằm ở phía đông Quận 12, có vị trí địa lý:
- Phía đông giáp phường Thạnh Lộc
- Phía tây giáp phường Thới An
- Phía nam giáp quận Gò Vấp
- Phía bắc giáp huyện Hóc Môn.

Phường có diện tích 9,69 km², dân số năm 2021 là 67.133 người,  mật độ dân số đạt 6.928 người/km².

## Hành chính
Sau khi chính thức sắp xếp lại các khu phố của 11 phường thuộc địa bàn Quận 12 vào ngày 14/03/2024, phường Thạnh Xuân từ 7 khu phố cùng 49 tổ dân phố ở cấp dưới sẽ chia thành 31 khu phố mới đánh số từ 1 đến 31. Điều đó đồng nghĩa với việc, phường Thạnh Xuân sẽ không còn cấp hành chính tổ dân phố như trước.

## Lịch sử
Dưới thời Pháp thuộc, địa bàn phường Thạnh Xuân hiện nay tương ứng với hai làng Quới An, An Xuân và một phần làng Thạnh Phước thuộc tổng Bình Trị Thượng, quận Gò Vấp, tỉnh Gia Định. Về sau, chính quyền sáp nhập hai làng Quới An và An Xuân thành làng Quới Xuân, sáp nhập hai làng Thạnh Phước và An Lộc thành làng Thạnh Lộc Thôn.
Sau năm 1956, các làng được gọi là xã, Quới Xuân và Thạnh Lộc Thôn là hai xã thuộc quận Gò Vấp. Năm 1960, chính quyền Việt Nam Cộng hòa sáp nhập xã Quới Xuân vào xã Thạnh Lộc Thôn.
Sau năm 1975, xã Thạnh Lộc Thôn được đổi tên thành xã Thạnh Lộc và được sáp nhập vào huyện Hóc Môn, Thành phố Hồ Chí Minh.
Ngày 6 tháng 1 năm 1997, Chính phủ ban hành Nghị định số 03-CP. Theo đó, chuyển xã Thạnh Lộc về Quận 12 mới thành lập và thành lập phường Thạnh Xuân thuộc quận 12 trên cơ sở 958 ha diện tích tự nhiên và 10.616 người của xã Thạnh Lộc.
Ngày 16 tháng 6 năm 2025, Ủy ban Thường vụ Quốc hội nước Cộng hòa xã hội chủ nghĩa Việt Nam khóa XV thông qua Nghị quyết 1685/NQ-UBTVQH15. Theo đó:
- Sắp xếp toàn bộ diện tích tự nhiên, quy mô dân số của phường Thạnh Xuân và phường Thới An thành phường mới có tên gọi là phường Thới An (khoản 35 Điều 1).

Phường Thạnh Xuân bị giải thể.